# 1005 Arago
Arago (asteroide 1005) é um asteroide da cintura principal com um diâmetro de 57,82 quilómetros, a 2,8158956 UA. Possui uma excentricidade de 0,111527 e um período orbital de 2 060,88 dias (5,64 anos).
Arago tem uma velocidade orbital média de 16,73040979 km/s e uma inclinação de 19,06328º.
Esse asteroide foi descoberto em 5 de Setembro de 1923 por Sergei Belyavsky.